# 廚神奶奶是你媽
《廚神奶奶是你媽》（Mother Chef in Law）是香港MakerVille製作之飲食遊戲節目，由黃正宜及張右雨主持，於2023年4月3日至21日，星期一至五22:30－23:00在ViuTV播出，並由「Towngas 160周年」呈獻。

## 參賽者
| 新抱（媳婦）     | 奶奶（家婆）     | 結果        |
| 郭玥彤（Celia）  | 梁綺芬（Connie） | 冠軍        |
| 江若琳（Elanne） | 黎碧芬（Peggy）  | 三強        |
| 徐蒨寧（阿姨）   | 葉蕙英（Amy）    | 三強        |
| 莊韻澄（Xenia）  | 鄧心明（阿碧）   | 第7集退賽   |
| 徐加晴（加晴）   | 廖麗觀（Ann）    | 第5集被淘汰 |
| 鄭伊娜（Ena）    | 麻麗英（潘太）   | 第5集被淘汰 |

## 每集一覽
| 集數   | 播映日期 | 主題                                      | 藝人嘉賓       |
| 2023年 |          |                                           |                |
| 1      | 4月3日   | 入圍賽（I）                               | —              |
| 2      | 4月4日   | 入圍賽（II）                              | —              |
| 3      | 4月5日   | 入圍賽（III）+ 淘汰賽（I）                | 陳柏宇         |
| 4      | 4月6日   | 淘汰賽（II）                              | 陳柏宇         |
| 5      | 4月7日   | 淘汰賽（III）                             | 陳柏宇         |
| 6      | 4月10日  | 雙人瑜珈（I）                             | 林芊妤         |
| 7      | 4月11日  | 雙人瑜珈（II）+ 新抱學煮難度菜（I）       | 林芊妤         |
| 8      | 4月12日  | 新抱學煮難度菜（II）                      | 余德丞         |
| 9      | 4月13日  | 婆媳體驗另類活動                          | 七仙羽         |
| 10     | 4月14日  | 七仙羽品評婆媳 + 婆媳麻雀之戰（積分賽）   | 七仙羽、張松枝 |
| 11     | 4月17日  | 酒店 Staycation（I）                      | —              |
| 12     | 4月18日  | 酒店 Staycation（II）+ 積分賽第四、五回合 | —              |
| 13     | 4月19日  | 積分賽第五回合 + 決賽（I）                | 周中、練美娟   |
| 14     | 4月20日  | 決賽（II）                                | 周中、練美娟   |
| 15     | 4月21日  | 決賽（III）                               | 周中、練美娟   |

## 外部連結
- ViuTV：廚神奶奶是你媽（節目重溫） （页面存档备份，存于）

## 電視節目的變遷
| 香港 ViuTV 星期一至五 22:30－23:00                | 香港 ViuTV 星期一至五 22:30－23:00             | 香港 ViuTV 星期一至五 22:30－23:00 |
| ------------------------------------------------- | ---------------------------------------------- | ---------------------------------- |
|                                                   | 廚神奶奶是你媽 （2023年4月3日－2023年4月21日） |                                    |
| 日本，你真識食？ （2023年3月13日－2023年3月31日） | 究竟做緊乜 （2023年4月24日－2023年5月12日）    |                                    |